# Нгубу
Нгубу (енгл. Ngoubou) је криптид који се наводно појављује на саванама у Камеруну. Опис овог криптида сличан је криптиду Емела-нтоука.

## Поријекло и значење назива
Име овог бића у преводу значи "звијер која јуриша".

## Други називи
Други назив за овог криптида је Туреоцератопс (енгл. Thureoceratops),

## Опис криптида
Постоје два описа овог бића:
- Опис у коме је налик на диносаура из групе Цератопса[3] налик на Стиракосауруса (Thureoceratops phortizo / Neostyracosaurus camerooensis);
- Опис у коме је налик на диносаура из групе Цератопса налик на Трицератопса[3] (Thureoceratops duoceratus);

### Нгубу (Thureoceratops phortizo)
Према овом опису, Нгубу је биљојед налик на Стиракосауруса, висок је 3,5 метра, дуг 7,32 метра а тежак 5,9 тона и има седам рогова (један на носу и шест на кријести око главе). Нгубу је територијална животиња и бори се са слоновима за териториј. Нгубу живи у мањим групама и брани своје младунце од предатора.

### Нгубу (Thureoceratops duoceratus)
Према овом опису, Нгубу је биљојед налик на Трицератопса, висок је 1,82 метар, дуг 4,57 метра а тежак 1,81 тону и има два велика рога изнад очију и један мањи на носу. Нгубу је територијална али и веома је знатижељна животиња, и бори се са слоновима за териториј, упркос томе што је мањи од њих. Нгубу живи у мањим крдима и брани своје младунце од предатора.

## Хронологија сусрета са овим бићем и виђења
- Бернард Хувелманс је у својој књизи "На трагу непознати животиња" ("On the Track of Unknown Animals") је забиљежио виђење животиње која одговара опису. Године 1919, 17. новембра, у новина "Тајмс" (The Times) је изашао чланак о сусрету са увим бићем. Свједок догађаја је био човјек знан по имену Лепаге који је био шеф на изградњи жељезничке пруге у тада Белгиском Конгу. Он је изјавио да се за вријеме лова у џунгли сусрео са "невјероватним чудовиштем" које је јурнуло на њега. Он је пуцао у створење, али је био приморан да бјежи док га је оно прогањало. Након неког времена престало га је јурити и он је могао да поближе види створење кроз двоглед. Како он каже, животиња је била дуга 7,32 метра и прекривена крљуштима, има кукасту њушку изнад које је један рог, на глави рогове савијене као кљове који иду у страну, предње ноге са стопалима налик копитима, задње ноге су сличне само са кратким тупим канџама на стопалима, и грба изнад рамена.[4]
- У новембру 2000. године, Вилијам Гибонс је направио прелиминарно истраживање у Камеруну прије истраживања да ли постоји Мокеле-Мбембе. Током своје посјете код једне групе Пигмеја чуо је приче о створењу које називају Нгубу. Иако је "нгубу" такође локални назив за носорога, Пигмеји су тврдили да то биће није носорог јер је имао више рогова. Један пигмејац је тврдио да је убио слично створење пар година прије Гибонсове посјете.